# Nastri d'argento 1985
Els Nastri d'argento 1985 foren la 40a edició de l'entrega dels premis Nastro d'Argento (Cinta de plata) que va tenir lloc el 1985.

## Guanyadors

### Millor director
- Sergio Leone - Hi havia una vegada a Amèrica

### Millor director novell
- Luciano De Crescenzo - Così parlò Bellavista

### Millor productor
- Fulvio Lucisano – pel complex de la producció

### Millor argument original
- Giuseppe Bertolucci - Segreti segreti

### Millor guió
- Tonino Guerra, Paolo i Vittorio Taviani - Kaos

### Millor actor protagonista
- Michele Placido - Pizza Connection

### Millor actriu protagonista
- Claudia Cardinale - Claretta

### Millor actor debutant
- no acordat

### Millor actriu debutant
- Giulia Boschi - Pianoforte

### Millor actriu no protagonista
- Marina Confalone - Così parlò Bellavista

### Millor actor no protagonista
- Leopoldo Trieste - Enrico IV

### Millor banda sonora
- Ennio Morricone - Hi havia una vegada a Amèrica

### Millor fotografia
- Tonino Delli Colli - Hi havia una vegada a Amèrica

### Millor vestuari
- Enrico Job - Carmen

### Millor escenografia
- Carlo Simi - Hi havia una vegada a Amèrica

### Efectes especials
- Hi havia una vegada a Amèrica

### Millor pel·lícula estrangera
- Miloš Forman - Amadeus

### Millor actriu estrangera
- Nastassja Kinski - Maria's Lovers

### Millor actor estranger
- Tom Hulce - Amadeus

### Millor curtmetratge
- Giancarlo Pancaldi - Effetto nebbia

### Millor productor de curtmetratge
- Ferzaco

### Certificat de mèrit
- Berto Bozza - Come cambia Chicago (Corona Film)